# Cromatografia em coluna
A cromatografia em coluna consiste na utilização de uma coluna de vidro na qual em seu interior fora preenchido por uma substância adsorvente apropriada, sendo esta específica para cada tipo de análise. Alguns adsorventes utilizados comumente são a sílica em gel, a alumina, carvão ativado e a sacarose. Os eluentes, ou seja, a fase móvel da cromatografia, na qual os compostos a serem separados são diluídos, em sua maioria são orgânicos, como éter de petróleo, clorofórmio, acetona, etanol, e por vezes a água também pode ser utilizada como eluente.  A metodologia consiste na adição da substância a ser separada na parte superior da coluna e o eluente em seguida, com quantidade suficiente para a realização da separação. Se as substâncias apresentarem espectros de bandas na faixa do visível, poder-se-á ver zonas de espaçamento entre as substâncias separadas. Com isso, pode-se calcular o fator de retenção de determinada amostra, Rf.
Cromatografia é uma prática laboratorial amplamente empregada em industriais, laboratórios entre outros que utiliza a prática da interação de uma amostra a ser analisada com dois tipos de fases: Móvel e estacionária. O processo de cromatografia serve, principalmente para separar reagentes que possuem impurezas químicas por afinidades que relacionam polaridade, efeitos indutivos e outras propriedades secundárias a estas.

## Histórico
A palavra cromatografia deriva do grego e possui relação com a cor da substância pura após o processo de separação, ou seja, o seu espectro juntamente com a sua velocidade de adsorção. Tal metodologia fora criada por um botânico italiano, Mikahail Semenovich Tswett, no começo do século XX.  Ele fora considerado como o pai da cromatografia por sua contribuição para a realização desta técnica. 

## Fator de retenção
O fator de retenção é o movimento relativo de um tipo de composto em relação com o solvente, sendo este específico para cada substância e, assim, podendo ser quantificado. No modo algébrico, o fator de retenção é a razão entre a distância percorrida pela mancha da substância pelo solvente: 

Rf = d mancha/ d eluente
Quando a amostra não possuir chroma (cor), utilizam-se diversos métodos, como luz UV, reveladores químicos para a determinação da substância, seu Rf, entre outros.